# Дарьенский залив
Дарье́нский зали́в (исп. Golfo del Darién) — залив в юго-западной части Карибского моря, расположенный у берегов Панамы и Колумбии. Вдаётся в сушу на 165 км, его узкая южная часть выделяется в залив Ураба, расположенный между Карибана-Пойнт и мысом Тибурон. На берегу залива Ураба расположен колумбийский портовой город Турбо.
Глубина Дарьенского залива в открытой части превышает 2000 м. Средняя годовая температура воды составляет 26 °C, солёность — более 36 ‰. Приливы неправильные, полусуточные, высотой 0,6 м. На южном берегу залива располагается дельта реки Атрато. Юго-западный берег залива занят так называемым Дарьенским пробелом — единственным незаконченным участком Панамериканского шоссе.
Географическая граница с Северной Америкой проходит от Дарьенского залива в Карибском море до залива Буэнавентура — в Тихом океане.

## История
Первым из европейцев залив исследовал Родриго де Бастидас в 1501 году, затем в 1510 году Васко Нуньес де Бальбоа основал на западном берегу залива поселение Санта-Мария-ла-Антигуа дель Дарьен. Позже, в XVII веке, на северо-западе Дарьенского залива располагалось независимое шотландское поселение, основанное Шотландским королевством в рамках проекта «Дарьен» по участию в колонизации Нового Света. Первая экспедиция из 5 кораблей вышла из порта Лита (Эдинбург) 14 июля 1698 года с целью доплыть до Дарьенского залива и основать там колонию. 2 ноября поселенцы достигли берегов Южной Америки и дали название новому поселению — «Новая Каледония». Поселение и форт Св. Андрея были обнаружены археологами в 1979 году.